# یواس‌اس ال‌اس‌تی-۸۹۶
یواس‌اس ال‌اس‌تی-۸۹۶ (به انگلیسی: USS LST-896) یک کشتی بود که طول آن ۳۲۸ فوت (۱۰۰ متر) بود. این کشتی در سال ۱۹۴۴ ساخته شد.